# 瀝青
- 關於具有刺激性臭味的黑褐色黏稠液体，請見「煤焦油」。
- 關於柏科植物分泌的樹脂，請見「柏油」。
- 關於笔名沥青的中国作家，請見「戈振缨」。

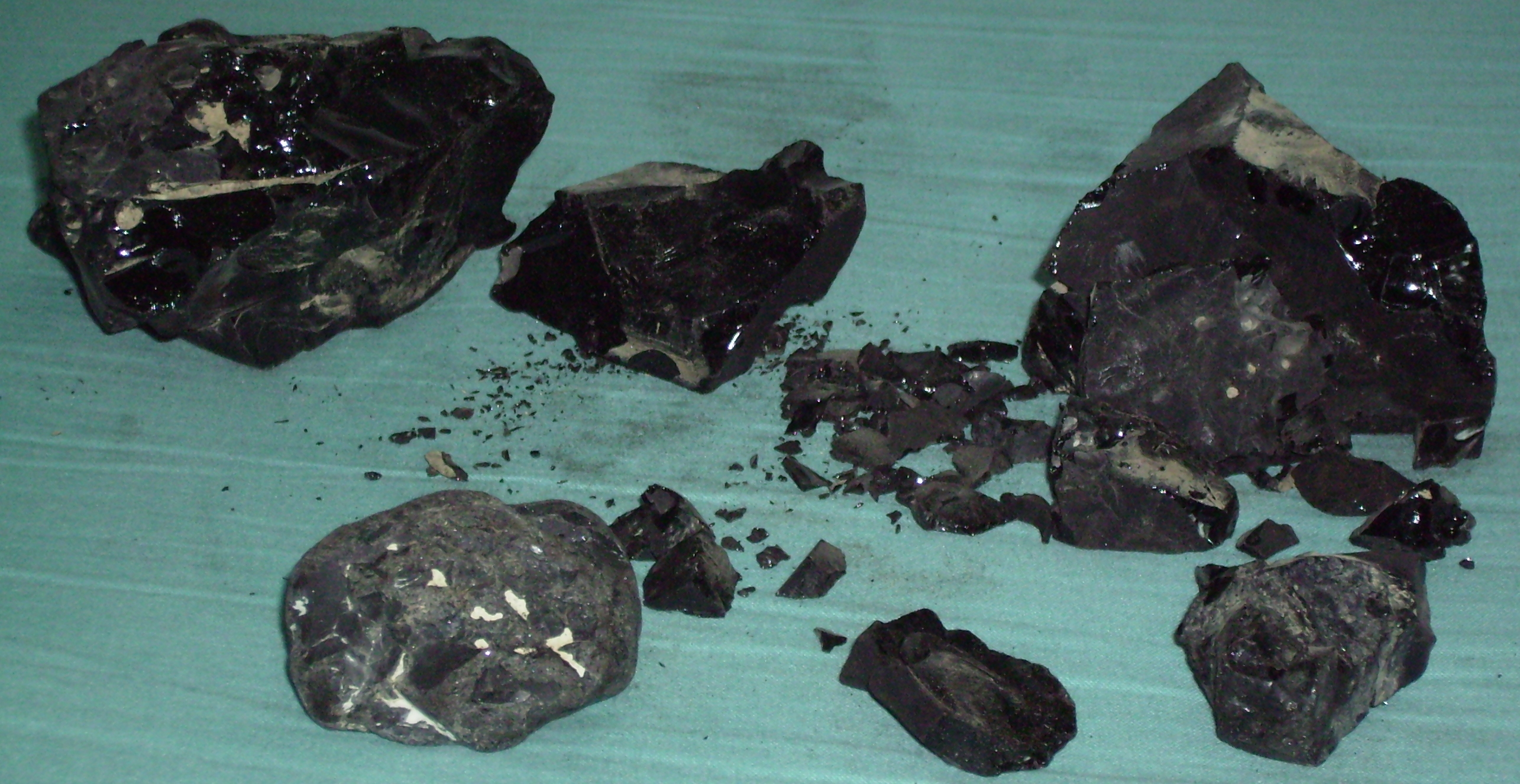
死海的天然沥青

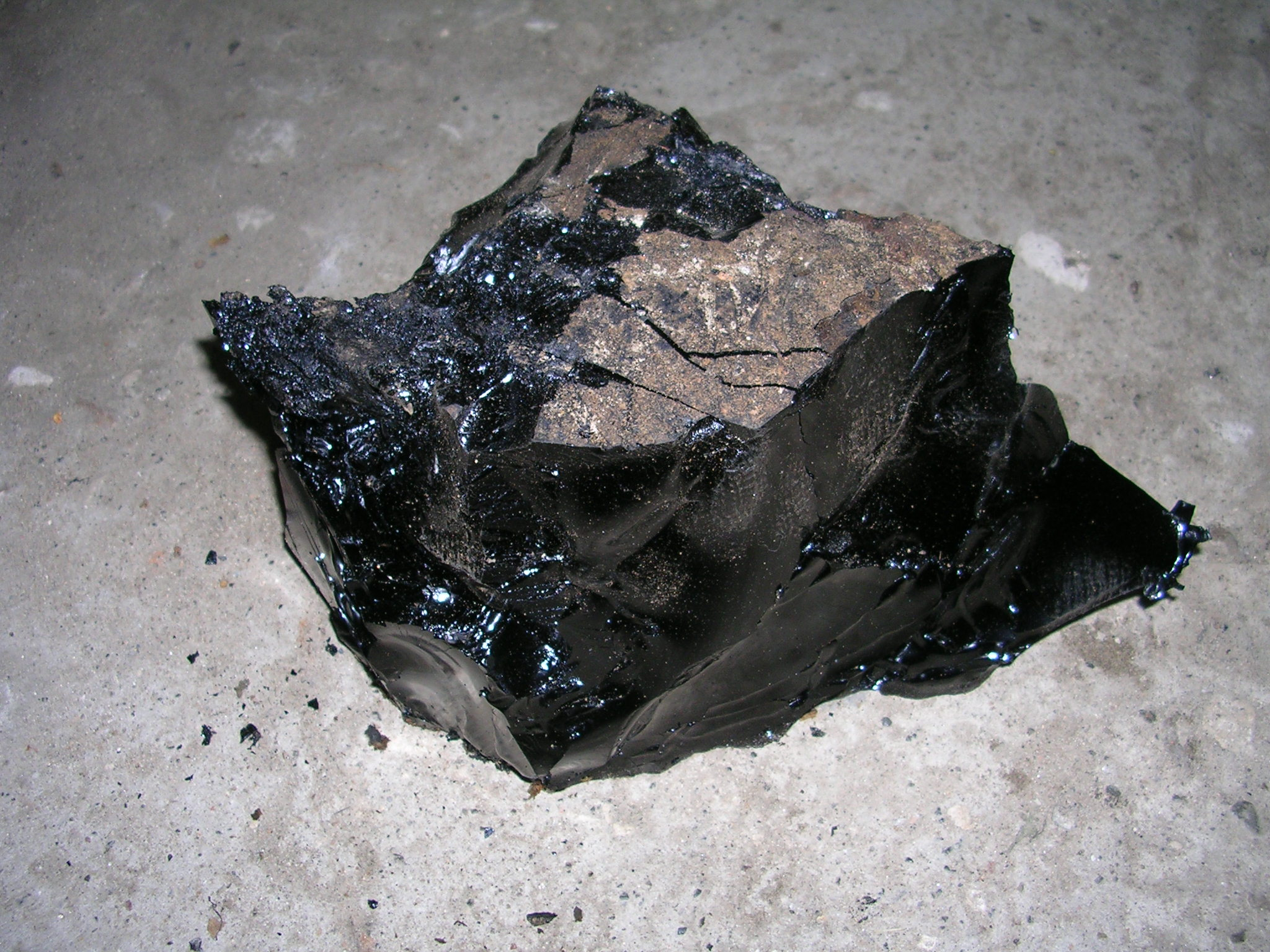
精鍊過的石油沥青

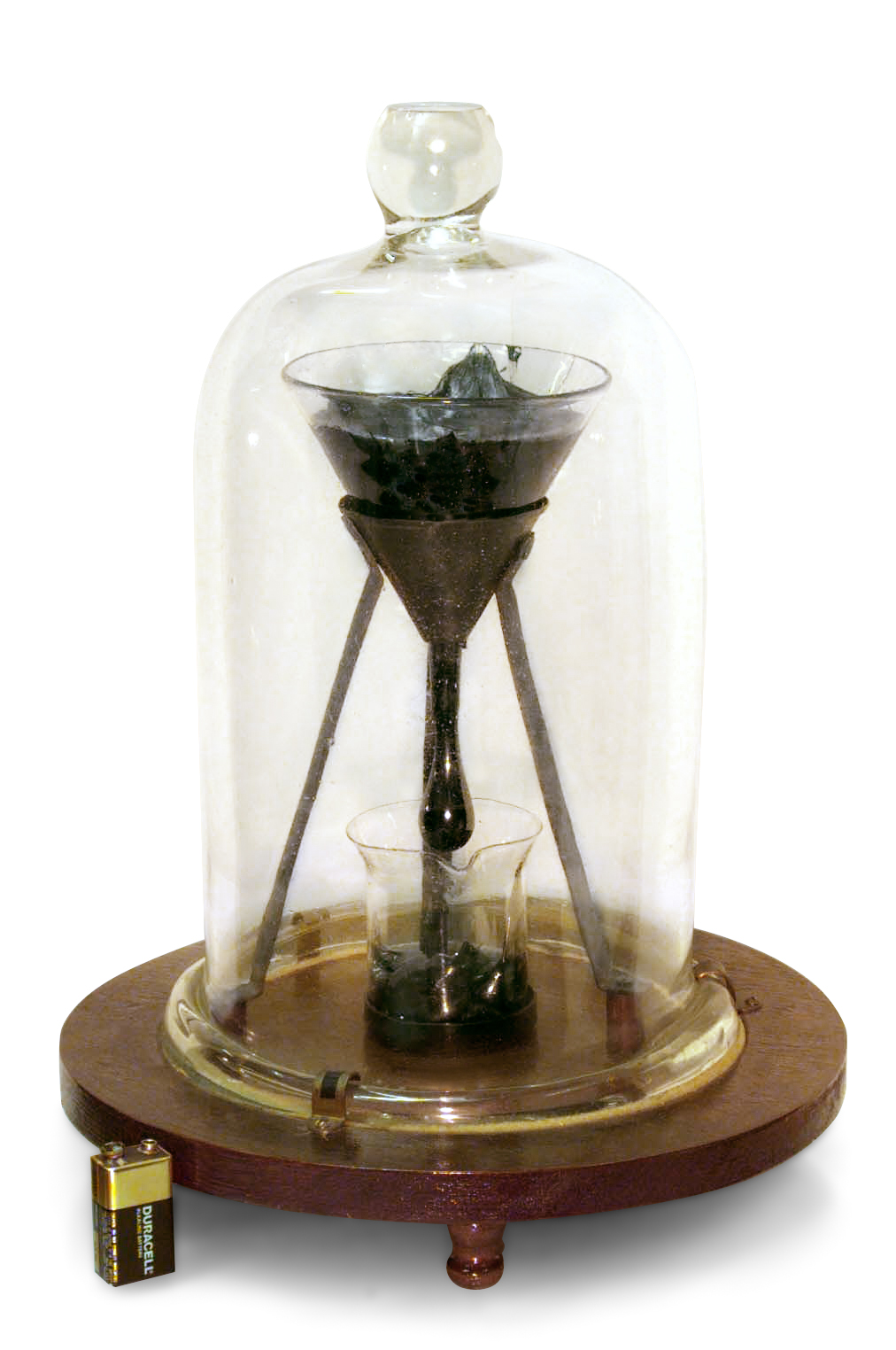
瀝青滴漏實驗

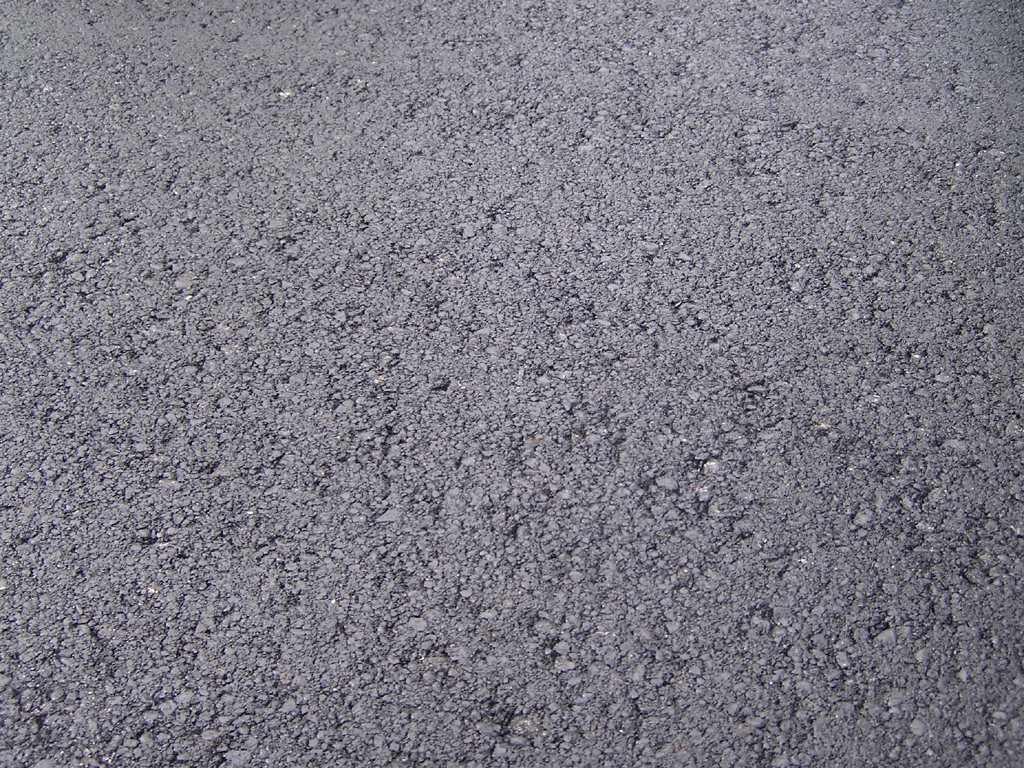
道路工程中的沥青结构。

瀝青，是高黏度有機液體的一種，表面呈黑色，可溶於二硫化碳、四氯化碳。它們多會以液體或半固體的石油形態存在。
沥青的成分包括四大类化合物:
1. Naphthene aromatics (Naphthalene)
2. Polar aromatics
3. Saturated hydrocarbons
4. Asphaltenes

沥青主要可以分为煤焦沥青、石油沥青和天然沥青三种：其中，煤焦沥青是炼焦的副产品。石油沥青是原油分馏后的残渣。天然沥青则是储藏在地下，有的形成矿层或在地壳表面堆积。
石油瀝青是把原油以分餾法提煉得的，它們在原油中擁有最高的沸點，以及原油中最重的物質，因此會在分餾塔中的最底部找到。
而焦油瀝青，則是把有機物質（多為煤炭），經過乾餾法處理而取得的物質。
瀝青多會用於建築的防水防腐，或用於瀝青路面的膠結材料，俗稱柏油路。
沥青是一种天然的或人工生产的工程材料。它主要由沥青结合剂和级配骨料构成。主要应用于道路工程的路面铺设和加固、高层建筑中的地板铺面、水利工程中的密封材料。某些情况下也用于垃圾处理工程中的密封。出于工程技术和经济方面的原因，沥青构件具有不同的分层结构，主要包括沥青承载层、沥青联结层以及沥青面层。各层按照不同的厚度和所处位置，为紧密的结构主体提供不同的承载力。在化学上，沥青混凝土是一种具有热后可塑性的惰性材料。
煤焦油瀝青為1級致癌物。

## 概念
工程中使用瀝青，并将其在《危险材料551的技术规范》（德语《der Technische Regel für Gefahrstoffe 551》）中确定下来，这之前，瀝青在建筑工程中广泛使用。

## 材料特性
沥青的强度由温度条件决定。在低温时（例如冬季施工）沥青处于弹性状态，在高温时（例如夏季施工）则处于粘性状态。沥青的这一温度变化特性直接影响到它的弹性模量和抗剪模量。弹性模量描述的是由外部荷载形变引起的沥青内部应力。通常沥青的弹性模量处于1000 N/mm²（夏季）到9000 N/mm²（冬季）之间。抗剪模量则描述了剪力在沥青内部引起的应力。沥青混凝土的材料特性还与沥青粘结剂与骨料的配合比以及其各自的材料特性有关。配合比大约为95%的骨料配5%的沥青，然而这个比例可以做一些微调。粘结剂的含量和强度都会大大改变材料行为特性。
骨料的颗粒组成情况为沥青混凝土提供支撑作用。它必须采用合适的颗粒直径大小的配合比例，成为“级配”。级配情况要与承载力相协调。为了达到好的承载能力，混合不同粒径的骨料时，应使混合后的骨料尽可能地紧密。施工时还要达到恰当的压缩比，使沥青混凝土的骨料间空隙尽可能少。除此以外，沥青混凝土的骨料的组成还应保证其防冻性以及沥青混凝土路面层的光滑度。

## 统计
沥青是一种很基本的建筑材料。例如在德国，有95%的道路装配有沥青混凝土路面。更精确地统计发现，75%的城市道路和乡镇道路像联邦公路一样，由沥青混凝土加固。其余25%的道路是铺石路面和水泥混凝土路面。

## 历史

### 古典时期
考古研究发现，早在前1200年的古典时期的早期，人们已经开始应用天然沥青，在生产兵器和工具时用沥青作为装饰品，为雕刻物添加颜色。特别是在美索不达米亚地区，由于天然沥青的充足的蕴涵量，沥青被广泛利用。生活在那里的苏美尔人用天然沥青覆盖在器皿和船的外面。另外，他们已经开始在粘土砖中使用天然沥青做结合剂。

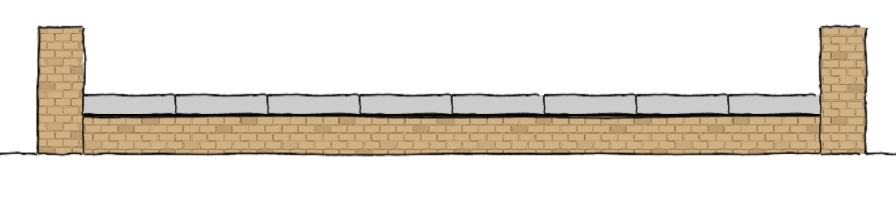
这是巴比伦的一条华丽的道路的横断面示意图。烧过的砖由沥青涂抹过，最上层的石板平放在沥青抹面上。这种华丽的道路可以算作是现代沥青混凝土路的先驱。

在那一千年的时间里，沥青的应用范围得到扩大，以至于在挨近美索不达米亚的印度和欧洲，天然沥青作为密封材料用于浴池、船、水渠、厕所和河堤。在公元前第七世纪的亚述帝国和巴比伦帝国，沥青已经在道路工程中投入使用。那时，沥青作为接缝材料和涂抹材料来装饰和加固华道。此后，沥青作为水泥一样的结合剂被用于建造中国的长城和巴比伦空中花园的密封工程。
罗马帝国时期，沥青被称为“犹太沥青”（Bitumen Iudaicum, Judenpech）。公元前100年，庞贝古城的罗马大道使用沥青填充接缝和涂抹外层。

### 中世纪
罗马帝国衰落后，中世纪时期开始。在此期间，沥青失去了它曾经的辉煌。人们在过去一千年中的积累的使用沥青的经验几乎遗失殆尽，直到十八世纪人们才开始重新开始学习使用沥青。在公元1000年的阿拉伯人开始从天然沥青（Naturasphalt）中提取沥青（Bitumen）。方法是加热天然沥青（Naturasphalt）直到沥青（Bitumen）从中析出。
与作为建筑材料不同，15世纪时在中南美洲的印加帝国，人们把沥青用作医药用途。1595年3月22日，Walter Raleigh在探险途中于特立尼达岛发现了一个天然沥青湖。直到今天人们还在用这种自己从地下冒出的沥青修筑道路。

### 近现代

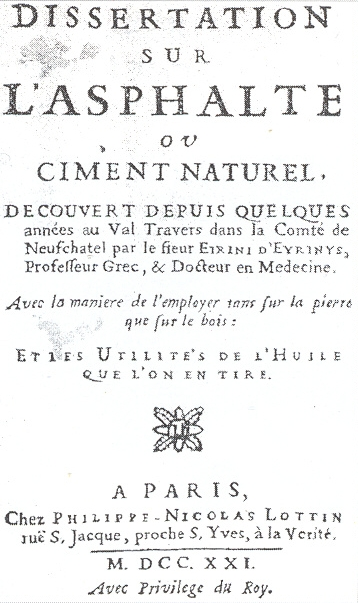
Eirini d'Eyriny于1721年写的博士论文的封面

1712年，希腊医生Eirini d'Eyriny在瑞士的Val de Travers发现了储量巨大的沥青矿。一开始他只是对沥青的医药用途感兴趣。但是由于沥青作为工程材料的优良特点，他最终于1721年写成了他的论文《关于沥青的博士论文》（Dissertation sur L'Asphalte ov Ciment Naturel）并开始为现代沥青工艺的研究奠定基础。之后的三百年间（1712年-1986年），不知有多少沥青通过位于Val de Travers的总长度超过100公里的如迷宫般错综复杂的矿井隧道，被开采出来并销往世界各地。
在接下来的时间里，沥青的运用被扩大到屋顶防水层的密封。当时，用沥青加固路面还很昂贵，以至于只有富人专用的道路才能使用沥青加固面层。沥青第一次被使用在桥梁上是在Sunderland的一座木桥上用作沥青路面安装。
1810年，在里昂，沥青玛𤧛脂(mastic)铺层被首次运用。十年以后在热那亚发展出了现代沥青油毛毡的前身并且获得成功的运用。基于广泛的尝试，在1837年，沥青工艺被证明可以运用在公路工程上。1839年在奥地利首都维也纳发现通过重新加热可以使沥青再利用的方法。
1838年在普魯士的汉堡出现第一条被铺上沥青的道路。1851年，从Travers到巴黎的公路上有78米长的部分铺上了沥青面层。仅仅20年后，巴黎几乎被完全铺上沥青，不久之后这种情况发展到差不多欧洲所有的大城市。
随后，坚韧的沥青玛𤧛脂发明；1842年在奥地利的因斯布鲁克，浇注沥青被发明并于不久之后成功应用于道路工程施工中。基于沥青具有类似混凝土的特性，1853年由Léon Malo提出了沥青混凝土的概念。为了得到足够的压缩比，1876年人们开始用碾压的方法压缩沥青混凝土。
在20世纪初，伴随着工程给材料价格的持续下降，沥青展示出更多的意义。1907年，第一个沥青混合料构件在美国投入使用。1914年，为了获得更好的折射率，人们在柏林第一次看到了沥青路面的赛车车道，
紧接着沥青在道路工程中的应用，1923年，沥青应用于水坝的密封。为了加速施工进度和改良构件，1924年在美国加利福尼亚州进行了第一次的道路完工验收检测。为了确定建筑材料的质量，接下来的几年中很多测试程序得到发展。这些程序直到今天依然有效的运用于交通工程的研究、设计和具体施工当中。1936年发展发明了Ring und Kugel-Versuch，一年后发明了Brechpunkt nach Fraaß,1941年发明了马歇尔测试（Marshall-Test）。
通过专门的添加剂，1950年起，在低温状态下进行沥青施工成为可能（被称为冷沥青）。为了确定合适的沥青结构厚度，1959年，在奥地利发展了通过同位素进行无干扰研究的方法并得到成功验证。
为了使机场的飞机跑道尽快投入使用，1963年在英国出现了干式沥青施工工艺。不久后的1968年第一次出现了玛缇质沥青施工。 二十世纪七十年代在美国开始实践沥青回收再利用。为了更好的密封效果，1979年开始在垃圾堆场工程中使用沥青。

## 健康風險

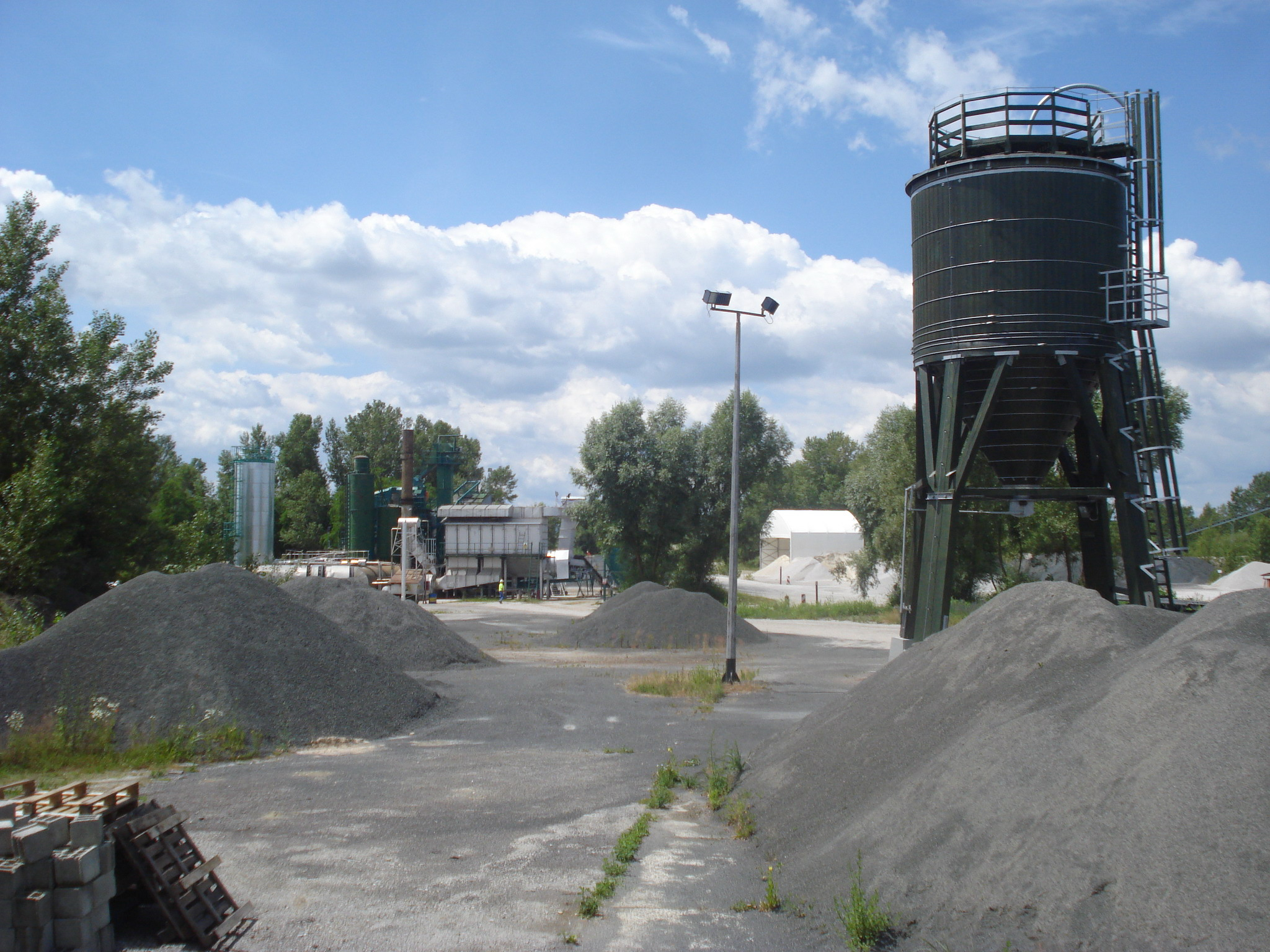
一座用於製作熱骨料的瀝青混合廠

在工作場所可能會透過呼吸或皮膚攝入瀝青。美國國家職業安全衛生研究所（NIOSH）已設定15分鐘期間內的建議暴露限值為5 毫克/立方米。
基本上瀝青是種惰性材料，需要加熱或稀釋才可被加工應用，主要用於鋪路、屋頂等。在評估瀝青相關的潛在健康危害時，國際癌症研究機構（IARC）認為瀝青排放的職業暴露及潛在致癌危害/風險高低主要取決於應用時的狀況，尤其是溫度。 特別是溫度超過199 °C（390 °F）時，暴露風險較加熱至較低溫度（如瀝青路面混合物生產及鋪設時一般用的溫度）更高。 IARC將鋪路瀝青氣霧列為2B類可能致癌物。
2020年，科學家報告指出，瀝青目前是城市地區一個重要且大部分時候被忽視的空氣污染來源，尤其在炎熱、陽光普照的日子更為明顯。
在台灣，有不法商人“為謀私利，使用有害人體健康瀝青拔除豬頭皮上毛髮，再運交回傳統市場攤商，導致不知情消費者吞下肚，危害消費者食用安全”，被判處監禁及罰款。
在喜馬拉雅山發現的一種類似瀝青的物質稱為石蜜，有時用作阿育吠陀藥物，但實際上並非焦油、樹脂或瀝青。

## 沥青价格
沥青的价格取决于几个因素。改变沥青价格的主要因素是原油价格和市场供求量。其他影响因素包括：
- 世界原油价格
- 硫燃料油的区域价格
- 消费国的需求量
- 新加坡、韩国、泰国、意大利、希腊等全球竞争对手的价格
- 政治冲突
- 运费
- 炼油厂之间的竞争

## 延伸閱讀
- 黃學潤, 譚曉彤, 吳美松, 林遠航, 鄭宇霞. . 香港01. 2025-06-05  [2025-06-05]. （原始内容存档于2025-06-22） （中文（香港））. ……致癌風險……喺水管內慢慢浸，個風險會提高……
- 皇后山邨水質｜食水夾雜黑點屬瀝青 K Kwong拆解瀝青入水致癌風險 把水煲滾可除污染物？，星島頭條
- 沥青，中国疾病预防控制中心
- 吸瀝青毒煙 鋪路工臨高危（2015）
- 道路建造中產生的瀝青煙對健康的不良影響（PDF）：上 （页面存档备份，存于）／下 （页面存档备份，存于）；職業安全健康局